# Sturla di Carasco
Lo Sturla di Carasco è un torrente che scorre in Liguria, attraversando la città metropolitana di Genova. 
Mentre è definito Sturla di Carasco per distinguerlo dall'altro corso d'acqua che scorre nell'omonimo quartiere di Genova, in cartografia viene in genere indicato semplicemente come Sturla.

## Percorso
Lo Sturla nasce dall'Appennino; quindi scorre nell'entroterra di Chiavari, passando per i comuni di Borzonasca e Mezzanego, per poi formare presso il comune di Carasco l'Entella, a seguito della sua confluenza con i torrenti Lavagna e Graveglia.

## Affluenti

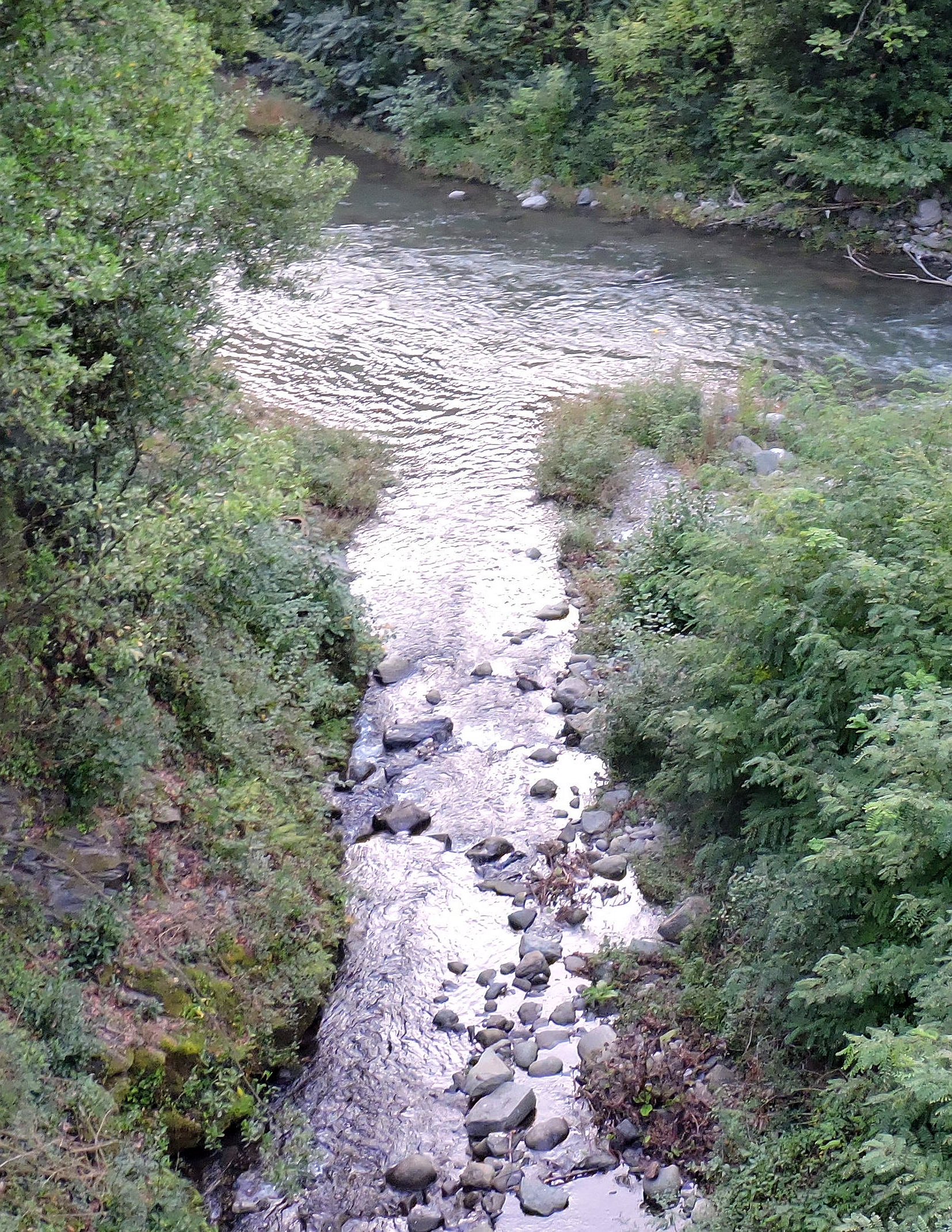
La confluenza della Valle Mogliana

I principali affluenti dello Sturla, andando da monte verso valle, sono:
- in destra idrografica:
  - torrente Oneto,
  - torrente Cicana;
- in sinistra idrografica:
  - torrente Penna,
  - valle Mogliana,
  - valle Mezzanego.

## Rischio idrogeologico

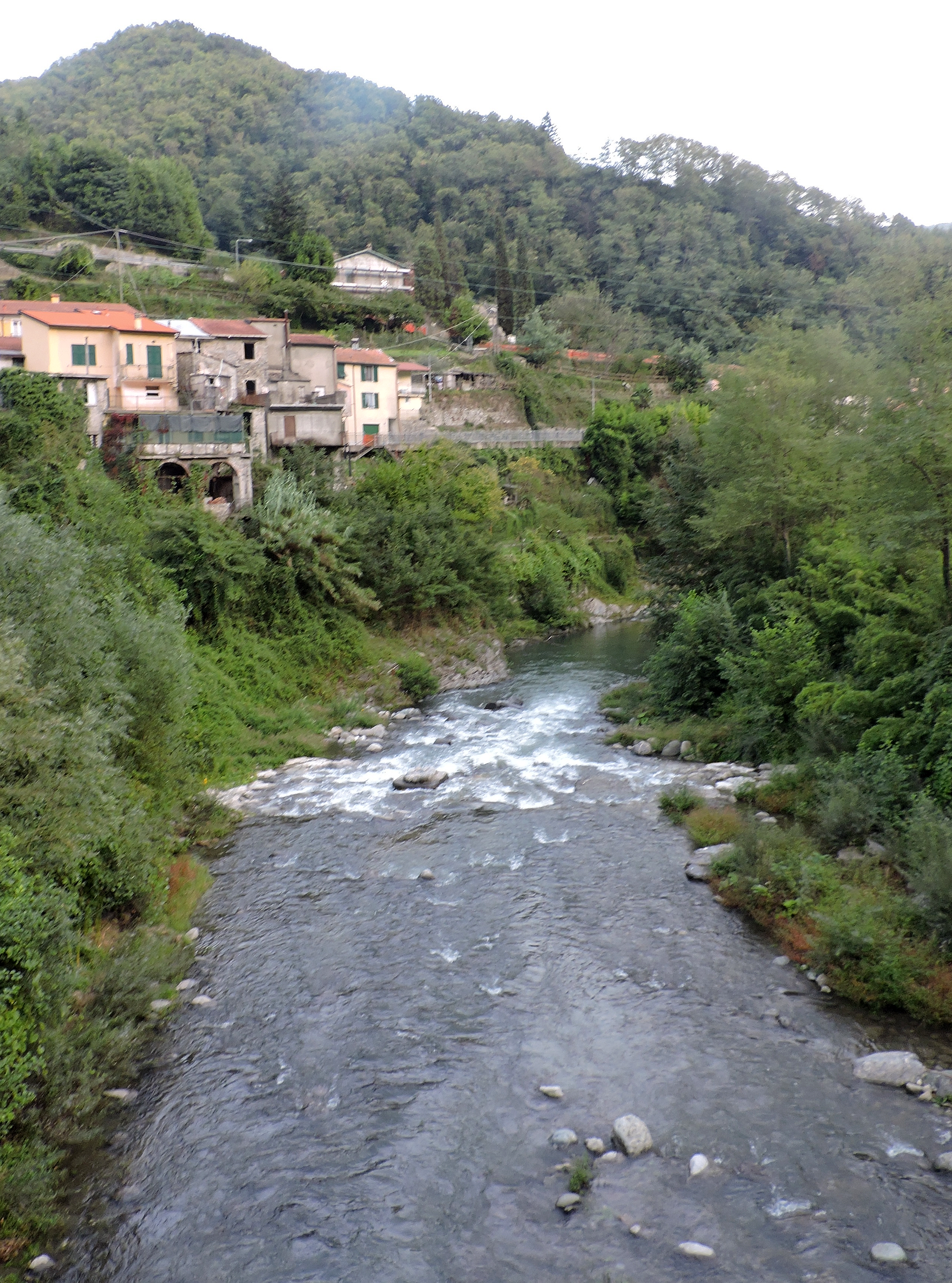
La Sturla a Borgonovo Ligure (Mezzanego)

Lo Sturla di Carasco ha un carattere estremamente torrentizio, per cui erode fortemente i territori che attraversa; nelle piene più imponenti è capace di esondare, provocando smottamenti e danni al territorio circostante.
Il 22 ottobre 2013, a seguito di una perturbazione molto intensa, lo Sturla ha raggiunto un livello molto elevato, facendo crollare un ponte a Carasco. Al momento del crollo sul ponte stavano transitando due vetture con a bordo rispettivamente una donna e due uomini residenti nella zona; la donna è stata tratta in salvo poche ore dopo mentre i corpi senza vita dei due uomini sono stati recuperati in mare solo alcuni giorni dopo.